# Lyftstenen i Karperö
Lyftstenen är en äggformad, slät sten som finns utanför Ungdomsgården Carpella i Karperö. Lyftstenen väger 117 kg och dess omkrets i längdriktningen är 142 cm och på tvären 127 cm. Det finns spår av en järnten, som har blivit avlägsnad, på långsidan. Den har under lång tid fungerat som måttstock på styrka och armomfång och på början av 1900-talet ordnades lyftträffar på Nysto gård. Andra metoder jämte lyftstenar som ungdomen prövade sina krafter på var armbrytning, slänga kärrhjul över huvudet, draga handkavel och slätkäpp. Fram till krigsåren var stenen i flitig användning samtidigt som ungdomslokalen var en militärförläggning men efter det har den blivit närmast en prydnadssten vid Carpella. 

Denna typ av folklig idrott har funnits på flera ställen och det finns fler liknande lyftstenar i Munsala, Nedervetil, Björsby Jomala och Risbackastenen i Terjärv som funnits sedan 1700-talet

## Ursprung och historia
Stenen har funnits i Karperö sedan 1880 på Nysto gård och på 1930-talet flyttades den till sin nuvarande plats i närheten av Carpella Strandlid. Hur stenen har kommit till Karperö finns det flera olika teorier om.
- Allmänna uppfattningen är att den hittats i skärgården av Karperö fiskare och forslats längs strömmen i båt till Karperö.
- Då Vasa ångkvarn lades ner köpte Nysto Abraham Pada-Beijar och hans två bröder Vasa Ångkvarns maskiner då kvarnen på Alkula-området i nuvarande Gamla Vasa lades ner på 1870-talet. Finns teorier att stenen hört till i mjöl malningsprocessen eller bara annars kom med i köpet.
- En teori är att den fungerat som ankarsten och den teorin skulle passa bra ihop med att den haft en järnögla, men det som säger emot denna teori är att en sådan brukar väga flera hundra kilo.